# Russula anthracina
Russula anthracina Romagn., 1962 è una specie di fungo basidiomicete della famiglia Russulaceae.

## Etimologia
Dal latino anthrácinus,a,um = color rubino o dal greco anthrákinos = gemma di colore rubino.

## Descrizione della specie

### Cappello
5–15 cm, convesso con depressione centrale,  colore biancastro, poi grigio, infine grigio-nerastro.
marginelobato, liscio.
cuticolaseparabile solo al bordo, liscia, non lucida.

### Lamelle
Fitte, disuguali, a volte biforcute, leggermente decorrenti, bianche poi grigio-nerastre a maturità, intercalate da numerose lamellule.

### Gambo
Corto, robusto, bianco poi bruno nerastro dalla base, nero al tocco.

### Carne
Dura, fragile, bianca, al taglio vira lentamente al nerastro, così come alla pressione in qualsiasi parte del carpoforo.
- Odore: lieve.
- Sapore: dolce e mentolato, un po' acre.

### Caratteri microscopici
Spore
Bianche in massa.

## Distribuzione e habitat
Fruttifica sotto latifoglie e sotto aghifoglie.

## Commestibilità
Specie non edule.

## Specie simili
- Russula nigricans

## Sinonimi e binomi obsoleti
- Russula albonigra sensu NCL (1960), Rayner (1985); fide Checklist of Basidiomycota of Great Britain and Ireland (2005)
- Russula anthracina var. insipida Romagn.
- Russula semicrema Fr., Epicr. syst. mycol. (Upsaliae): 350 (1838)
- Russula anthracina var. semicrema (Fr.) Bon, Docums Mycol. 18(nos 70-71): 7 (1988)
- Russula anthracina var. carneifolia Romagn., Bull. mens. Soc. linn. Lyon 31: 173 (1962)
- Russula anthracina Romagn., Bull. mens. Soc. linn. Lyon 31(1): 173 (1962) var. anthracina[2]